# Takhtajania perrieri
Takhtajania perrieri är en tvåhjärtbladig växtart som först beskrevs av René Paul Raymond Capuron, och fick sitt nu gällande namn av M. Baranova och J.-f.Leroy. Takhtajania perrieri ingår i släktet Takhtajania och familjen Winteraceae. Inga underarter finns listade. Den är endemisk för Madagaskar och har uppkallats efter den franske botanikern Joseph Marie Henry Alfred Perrier de la Bâthie.